# Хота (футболист, 1991)
Хосе Игнасио Пелетейро Рамальо (исп. José Ignacio Peleteiro Ramallo; 16 июня 1991, Пуэбла-дель-Караминьяль, Галисия, Испания), более известный как Хота (исп. Jota Peleteiro) и Хота Пелетейро исп. Jota Peleteiro — испанский футболист, игравший на позиции атакующего полузащитника. Выходец из молодежной системы «Сельты» из Виго, за основной состав которой он провёл лишь несколько матчей, несмотря на то, что регулярно выступал за её фарм-клуб «Сельту B». В сезоне 2012/2013 годов он играл в аренде за клуб «Реал Мадрид Кастилья», в следующем сезоне он помог «Эйбар» выйти в Ла Лигу, за которую также выступал на правах аренды. Впоследствии он провел три года в английском клубе «Брентфорд», в течение которого снова играл на правах аренды в «Эйбаре». В августе 2017 года он перешёл в «Бирмингем Сити» за рекордную для клуба плату. В середине четырехлетнего контракта он присоединился к «Астон Вилле», которая также базировалась в Бирмингеме, где мало играл, откуда ушёл в октябре 2020 года, и остаток сезона отыграл в «Алавесе», где завершил профессиональную карьеру.
Хота выступал за сборную Галисии в товарищеском матче против Венесуэлы в 2016 году.

## Клубная карьера

### Сельта Виго
В 2004 году Хота в возрасте 13 лет Хота присоединился к молодёжной системе галисийского клуба «Сельта» из города Виго. 29 января 2011 года он дебютировал в составе «Сельты» в Сегунде, заменив на 89-й минуте Кике де Лукаса в ничейном матче 1:1 против клуба «Барселона B». Хота провёл два матча в апреле 2011 года, впервые выйдя в стартовом составе 17 апреля в выездной матче против «Альбасете», в котором его клуб победил со счетом 1:0, проведя на поле 73 минуты, его заменил Матео Мигес, всего же в сезоне 2010/2011 он провёл 4 игры. Его единственный выход в основной команде в следующем сезоне 2011/2012 года состоялся 12 октября 2011 года в победном матче третьего раунда Кубка Испании над «Реалом Вальядолидом» со счётом 3:1 и завершился заменой на 73-й минуте на Хоана Томаса. Тем не менее, он стал капитаном и показал лучшую игру в фарм-клубе «Сельта B», когда вторая команда заняла последнее место в Сегунде сезона 2011/2012 годов. Поскольку первая команда «Сельты» вернулась в Ла Лигу в сезоне 2012/2013, Хота не входил в планы тренера, и следующий сезон он провел в аренде.
Хотя Хота изъявил желание, что хочет покинуть клуб, он был отдан в аренду в сезоне 2012/2013 года в «Реал Мадрид Кастилья», который вернулся в Сегунду. Сделка включала опцию выкупа, сумма отступных была около 1 миллиона евро. Он находился в основном на скамейке запасных, за клуб сыграл всего три матча.
По возвращении из аренды в «Сельту» Хота обнаружил, что главный тренер клуба Луис Энрике также готов отказаться от его услуг, поэтому он снова ушёл в аренду и присоединился к «Эйбару» в сезоне 2013/2014 года в Сегунде. Он сразу стал игроком основного состава, проведя за сезон 37 матчей. 25 мая 2014 года Жота забил единственный гол в домашней игре в ворота клуба «Алавес», что впервые в истории клуба обеспечило выход в Ла Лигу. Хота завершил тот сезон с 11 забитыми мячами и завоевал медаль победителя Сегунды после того, как «Эйбар» стал победителем турнира. В знак признания его выступлений Хота был одним из трех номинантов на награду «Лучший атакующий полузащитник» на церемонии вручения наград LFP Awards 2014 года — он проиграл Айосе Пересу, он был включен в Команду года Сегунды.
Эдуардо Бериcсо — преемник Луиса Энрике в «Сельте» — хотел видел Хоту частью команды. Клуб начал переговоры с отцом Хоты, который выступал его представителем, о продлении контракта, но соглашения достичь не удалось. Из-за травмы игрок не смог участвовать в предсезонной подготовке, а его отсутствие в команде в начале сезона было связано с опасениями, что у него может случиться рецидив, и не имело никакого отношения к его контрактной ситуации. Хота покинул «Сельту» в августе 2014 года, сыграв всего пять матчей за основную команду.

### Брентфорд
15 августа 2014 года Хота подписал трехлетний контракт с английским клубом «Брентфорд», недавно вышедшим в Чемпионшип, за нераскрытый гонорар, который, как сообщается в Испании, составил 1,5 миллиона евро. 19 августа 2014 года он дебютировал за клуб, выйдя на замену вместо Мозеса Одубаджо на 64-й минуте в победного со счетом 2:1 матча над «Блэкпулом» на «Блумфилд Роуд». Он провёл свой первый матч в стартовом составе за «Пчел» в следующей игре против «Бирмингема Сити», но сыграл всего лишь 17 минут, прежде чем был заменён на Харли Дина после того, как Тони Крейг получил прямую красную карточку. В своем 7 матче за «Брентфорд» Хота забил свой первый гол за клуб, забив мяч 27 сентября 2014 года в верхний угол ворот во время добавленного времени в первом тайме в победной со счетом 2:0 встрече над «Лидс Юнайтед» на «Гриффин Парк». На следующей неделе он забил снова, реализовав прострел Алана Маккормака и забив первый гол в победной игре над «Редингом» со счетом 3:1.
В середине ноября 2014 года, после 2 голов в 15 играх, Хота заявил, что интенсивность игры англичан означает, что он играет только на 60-70 % своих возможностей. Он набрал хорошую форму в конце ноября 2014 года, забив четыре гола в следующих четырех матчах, один из которых, очень поздний (91-я минута) победный мяч в игре с соперником из Западного Лондона «Фулхэмом», где он был выбран в качестве лучшего игрока «Пчел» сезона, и заработал место в Команде недели Футбольной лиги за свою игру и гол в победном над Кардифф Сити матче со счётом 3:2, который состоялся 20 декабря 2014 года. Его забитый мяч в Кардиффе, где он нанёс потрясающий удар в верхний угол ворот из штрафной площади, был номинирован «Брентфордом» на премию «Гол года» 2014 года.
В конце марта — начале апреля 2015 года Хота забил три гола в четырех матчах, что помогло «Пчелам» продолжить игру в плей-офф. Он был назван одним из 40 лучших игроков сезона по версии журнала FourFourTwo. В заключительной игре сезона 2 мая 2015 года Хота забил гол и ассистировал на Андре Грея в домашней победной встрече со счетом 3:0 над клубом «Уиган Атлетик», завоевав место в Команде недели Футбольной лиги. Победа подтвердила, что «Брентфорд» занял пятое место, а это означало, что им предстоит встретиться с «Мидлсбро» в полуфинале плей-офф, но те игры закончились поражение его клуба с общим со счетом 5:1. Он сыграл 46 матчей и забил 11 голов.
Начало сезон 2015/2016 годов для Хоты было омрачён травмой в дебютной игре Чемпионшипа в матче против «Ипсвич Таун», он повредил связки голеностопного сустава в подкате против бывшего товарища по команде «Брентфорд» Джонатана Дугласа. Десять дней спустя он перенёс операцию и вернулся в строй лишь 5 декабря 2015 года, когда он вышел на замену вместо Райана Вудса в победном матче над «Милтон-Кейнсом Донсом» со счетом 2:0. После ещё трёх выходов на замену, Хота согласился с «Брентфордом», включая возможность продлить его контракт до июня 2018 года, что предшествовало его уходу из клуба в аренду по личным причинам.
16 января 2016 года Хота вернулся в «Эйбар», который уже выступал в Ла Лиге, клуб его взял в аренду на 18 месяцев. Восемь дней спустя он впервые появился на поле в высшем дивизионе Испании, заменив Сауля Берхона на 57-й минуте проигранного матча против клуба «Атлетик Бильбао» со счётом 5:2. Он сыграл 20 матчей и не забил ни один гол во второй половине сезона 2015/16 и первой половине сезона 2016/2017 годов, прежде чем «Брентфорд» вернул его из аренды.
Хота был отозван из аренды «Брентфордом» во время трансферного окна в январе 2017 года, и впервые вышел на поле 7 января 2017 года заменив на 61-й минуте Нико Йеннариса в победной встрече в третьего раунда Кубка Англии над «Истли» со счетом 5:1. Он забил свой первый гол с момента своего возвращения, в проигранном матче против «Уиган Атлетик» со счетом 2:1 две недели спустя. Серия из пяти голов в пяти играх в феврале 2017 года, включая его первый хет-трик за клуб, принесла Хоте номинацию на звание «Игрок месяца» чемпионата. Он закончил сезон третьим по результативности бомбардиром «Брентфорда» после Лассе Вибе и ушедшего Скотта Хогана, с 12 голами в 23 матчах, и клуб активировал однолетнюю опцию продления его контракта.

### Бирмингем Сити
31 августа 2017 года Хота перебрался в клуб английского Чемпионшипа «Бирмингем Сити», подписав контракт на четыре года. Сумма гонорара не разглашается, но клуб подтвердил, что это новый рекорд, превышающий 6 миллионов фунтов стерлингов, которые они заплатили за Николу Жигича в 2010 году. Он был одним из шести дебютантов в стартовом составе на следующий матч «Бирмингема», на выезде против «Норвич Сити», где он отыграл весь матч, однако его команда проиграла 1:0. Хота был заменен на 79-й минуте своего второго матча из-за растяжения подколенного сухожилия. Он вернулся в стартовый состав, но постепенно потерял доверие тренера Стива Коттерилла и после декабря 2017 года мало играл. Когда в марте 2018 года Гарри Монк занял пост главного тренера, Хота вернулся в команду и провёл все оставшиеся матчи на поле, в том сезоне «Бирмингем» избежал вылета. В конце марта репортер BBC Sport отметил, что «самым заметным отличием с момента назначения Монка стало большее влияние испанского форварда Хоты, который боролся за голы после своего рекордного для клуба перехода из „Брентфорда“ в августе, но сыграл решающую роль в последовательных победах „синих“ по обе стороны международного перерыва».
Он был постоянным игроком команды на протяжении всего сезона 2018/2019, за исключением времени, потерянного из-за травмы паха в середине сезона,, но его выступления были непоследовательными. Он забил всего три гола за сезон, но отдал одиннадцать результативных передач, а в октябре 2018 года создал 19 моментов для товарищей по команде, четыре из которых привели к голам, и способствовал тому, что Лукас Юткевич стал был номинирован на премию Игрок месяца.

### Астон Вилла
5 июня 2019 года Хота подписал контракт с другим клубом из Бирмингема «Астон Виллой». Это был двухлетний контракт с недавно получившим повышение клубом Премьер-лиги и где он воссоединился с тренером Дином Смитом, с которым он работал в «Брентфорде». В тот же день Гэри Гарднер двинулся в противоположном направлении; гонорары переходов не разглашаются. Он дебютировал в первом матче «Виллы» в проигранном матче против «Тоттенхэм Хотспур» со счетом 3:1 на выезде и забил свой первый гол за «Астон Виллу» 25 сентября 2019 года в выездной победе со счетом 3:1 над клубом «Брайтон энд Хоув Альбион» в Кубке Английской лиги.
3 октября 2020 года Хота покинул «Виллу» после достижения соглашения о расторжении своего контракта.

### Алавес
4 октября 2020 года, на следующий день после ухода из «Астон Виллы», Хота подписал с клубом Ла Лиги «Алавес» однолетний контракт. 18 октября 2020 года он дебютировал за «Алавес» в домашнем поражении против «Эльче», который завершился для его клуба поражением со счетом 0:2. Он провёл 23 матча в Ла Лиге, не забив при этом мячей, и подтвердил, что покинет клуб, когда его контракт истечёт в конце сезона.

### Завершение карьеры
Покинув «Алавес», он был близок к тому, чтобы присоединиться к команде Саудовской Аравии по многолетнему контракту, но в конечном итоге объявил о завершении карьеры в октябре 2022 года, заявив, что в 2021 году он потерял амбиции, которые были у него в предыдущие годы, и не хотел этого, что должно было случиться. И хотел сохранить в памяти, каким счастливым был на протяжении стольких лет".

## Международная карьера
Хота был вызван в состав сборной Галисии на товарищеский матч против Венесуэлы 20 мая 2016 года. Его удар по воротам из-за пределов штрафной на 37-й минуте парировал вратарь Вилкер Фариньес, а гол забил Яго Аспас, в перерыве он был заменен на Хоселу, а сам матч завершился ничьей 1:1.

## Стиль игры
Хота был описан как похожий по стилю и движениям на игрока сборной Испании Давида Сильву во время его пребывания в «Эйбаре». После подписания контракта с «Брентфордом» английский тренер Марк Уорбертон описал его как обладателя «настоящего технического мастерства». Его менеджер в «Астон Вилле» и «Брентфорде» Дин Смит охарактеризовал его как обладателя «отличных способностей, отличного баланса и отличного умения забивать голы и результативных передач».

## Личная жизнь
Хота родился в городе Пуэбла-дель-Караминьяль, провинция Ла-Корунья, в семье Хосе Игнасио Пелетейро и его жены Лупе. Это была семья среднего класса: его отец работал в банке, а затем управлял агентством финансовых услуг и другими предприятиями. В интервью в 2017 году Хота сказал, что его тренировал отец в его первом молодёжном клубе «Сувентуд Агиньо». Хота женился на манекенщице Джессике Буэно в июне 2015 года, отпраздновав свадьбу в Марбелье после гражданской церемонии в Побра-ду-Караминьял. Первый ребенок пары, сын, родился в феврале 2016 года; У Джессики есть сын от предыдущих отношений. В феврале 2024 года было объявлено, что Хота принял ислам.